# Basket League 2019/20
Die Basket League Saison 2019/20, aus Gründen des Sponsorings offiziell EKO Basket League, ist die 80. Austragung der griechischen Meisterschaft im Basketball. Die reguläre Saison begann im September 2019 und endet im Mai 2020.

## Teilnehmende Teams
Zur Saison 2019/20 nehmen folgende Teams teil:
| Name                   | Stadt        | Trainer                                 | Spielstätte                   | Plätze | Meisterschaften |
| ---------------------- | ------------ | --------------------------------------- | ----------------------------- | ------ | --------------- |
| Aris Saloniki          | Thessaloniki | Soulis Markopoulos                      | Alexandreio Melathron         | 05.138 | 10              |
| Ifaistos Limnou        | Limnos       | Sotiris Manolopoulos                    | Klisto Nikos Samaras          | 01.260 | -               |
| Kolossos H-HOTELS      | Rhodos       | Aris Lykogiannis                        | Klisto Gymnastirio Rhodou     | 01.500 | -               |
| Ionikos Nikeas AFFIDEA | Nikea        | Stergios Koufos, Nikos Vetoulas         | Klisto Nikea                  | 01.500 | -               |
| PAOK Saloniki          | Thessaloniki | Kostas Flevarakis, Kostas Charalampidis | PAOK Sports Arena             | 08.500 | 2               |
| Rethymno CRETAN KINGS  | Rethymno     | Vangelis Ziagkos                        | Klisto Rethymnou              | 02.100 | -               |
| Panathinaikos OPAP     | Athen        | Argiris Pedoulakis, Rick Pitino         | Olympiahalle Nikos Galis      | 18.900 | 37              |
| Iraklis Saloniki       | Thessaloniki | Giannis Kastritis                       | Ivanofeio                     | 02.443 | 2               |
| AEK Athen              | Athen        | Ilias Papatheodorou                     | Olympiahalle Nikos Galis      | 18.900 | 8               |
| Panionios SU CASA      | Nea Smyrni   | Giannis Livanos                         | Klisto Neas Smyrnis           | 02.000 | -               |
| Peristeri WINMASTERS   | Peristeri    | Ilias Zouros                            | Klisto Peristeriou            | 04.000 | -               |
| Larisa                 | Larisa       | Vasilis Fragkias, Vangelis Angelou      | Klisto Neapolis               | 05.500 | -               |
| Lavrio MEGABOLT        | Lavrio       | Christos Serelis                        | Klisto Gymnastirio Laurotikis | 01.700 | -               |
| Promitheas Patras      | Patras       | Makis Giatras                           | Dimitris Tofalos Arena        | 04.200 | -               |

|  | = Teilnehmer der Euroleague       |
|  | = Teilnehmer der Champions League |
|  | = Teilnehmer am Eurocup           |

## Sommerpause
Zur Sommerpause hatte das Gremium des ESAKE zunächst die Ereignisse der vorangegangenen Saison aufzuarbeiten. Vor allem Panathinaikos Spielverweigerung des letzten Spieltages der Hauptrunde, hatte direkten Einfluss auf den noch laufenden Abstiegskampf gehabt. Auf der Agenda stand auch Olympiakos Zwangsabstieg und der daraus resultierenden Folgen für die Liga. Mit Sitzung vom 30. Juli 2019 empfahl das Gremium dem Verband EOK und dem zuständigen Ministerium für Sport, ein Team, das ein Pflichtspiel verweigert oder eigenmächtig abbricht, bereits in der Hauptrunde und nicht nur in den Playoffs mit dem Zwangsabstieg zu bestrafen. Vorgeschlagen wurde auch, die notwendigen Mindesteinlagen für Erstligavereine zu erhöhen. Durch die Abwesenheit vom in der EuroLeague vertretenen Olympiakos, verlor die Basket League nicht nur an Attraktivität, sondern auch an internationaler Wettbewerbsfähigkeit. Mit Panathinaikos stellte die erste griechische Liga erstmals nur noch einen Teilnehmer im bedeutendsten europäischen Vereinswettbewerb. Sponsoren reduzierten Bezüge oder verlängerten ihre laufenden Verpflichtungen nicht weiter. Der eigentlich abgestiegene Verein Lavrio war durch eine Fusion mit dem GS Kymis, welcher vollständig im Verein Lavrios aufgegangen war, in der Basket League verblieben. Bereits zuvor hatte der finanziell angeschlagene Verein AE Holargos seine Fusion mit den Kolossos H-HOTELS bekanntgegeben, die sich dadurch ebenfalls ihren Verbleib in der ersten Liga gesichert hatten.